# Mahmud Gawan
Mahmud Gawan (ur. 1411, zm. 1481) – regent i premier sułtanatu Bahmanidów w latach 1453 - 1481. W trakcie swojej kariery politycznej wsławił się jako zręczny negocjator, reformator armii i dowódca wojskowy prowadzący kampanie przeciwko Widźajanagarze, Orisie i Chandeśowi. Zreformował system podatkowy, rolny i finansowy sułtanatu. Wprowadził proch strzelniczy i ufundował uniwersytet w Bidarze. Został skazany i stracony wskutek intrygi wrogiej frakcji politycznej.